# والتر تشانينج
والتر تشانينج (بالإنجليزية: Walter Channing)‏ هو نقاش خشب ‏ أمريكي، ولد في 23 سبتمبر 1940، وتوفي في 12 مارس 2015.